# 平離島
平離島（日语：／ Hirabanari Jima ?）是八重山諸島石垣島川平石崎北方的無人島，全島屬於沖繩縣石垣市，也可以稱呼為平離。
地點位在石垣島西北邊，川平灣西方突出的川平石崎北側約100公尺的位置，面積約0.02平方公尺，周圍被珊瑚礁包圍，退潮的時候可以從海岸線步行抵達。
過去抵達平離島的交通不方便，由於1999年9月渡假村集團地中海俱樂部在川平石崎開幕，附近的道路陸續建造完成，近年來已經很容易抵達平離島。
2007年8月1日由於西表石垣島國立公園的擴張，平離島被指定為普通地域。